# Validez (psicometría)
En el campo de la metrología, psicometría y estadística, la validez es un concepto que hace referencia a la capacidad de un instrumento de medición para cuantificar de forma significativa y adecuada el rasgo para cuya medición ha sido diseñado. De esta forma, un instrumento de medida es válido en la medida en que las evidencias empíricas legitiman la interpretación de las puntuaciones arrojadas por el test.

## Consideraciones generales
La constatación de la validez de un instrumento de medida no ofrece mayores problemas cuando se trata de cuantificar variables objetivas, como el peso, la estatura o el volumen. Pero en el caso de variables psicológicas es necesario probar de forma empírica que el instrumento es válido para aquello que dice evaluar. No obstante, más que el test en sí mismo, lo que se somete a validación son las posibles inferencias que se vayan a realizar a partir de los resultados obtenidos. Tanto la fiabilidad como la validez son dos propiedades psicométricas que deben cumplir las interpretaciones e inferencias que se hagan de los resultados obtenidos por los tests psicológicos. La validez, pues, no debe ser una característica propia del test, sino de las generalizaciones y usos específicos de las medidas que el test proporciona.
Es importante señalar que un instrumento de medición no tiene un coeficiente fijo de validez que vaya a servir para cualquier propósito o para cualquier grupo de individuos, sino que siempre dependerá de la correcta elección del criterio a valorar (variable criterio) y la muestra seleccionada.
Existen diversos tipos de validez, conocidas como tipos de evidencias de validez, pero estas subdivisiones no constituyen conceptos que deban ser asumidos como independientes entre sí. Los tipos de validez mantienen una relación de influencia recíproca y conforman las diversas partes de un todo, que es lo que conocemos de forma genérica como "validez".
El término Validez ha estado en constante desarrollo y cambio desde los inicios del siglo XX. Diversos autores ha compartido su definición y enfoque del término a lo largo del tiempo. Actualmente se acepta en general a lo establecido en los "Standards for Educational and Psychological Testing" (en su cuarta edición del 2014) publicados por la AERA (American Educational Research Asociation), la APA (American Psychological Association) y el NCME (National Coucil for Measurement in Education).

## Definiciones de validez
- Desde el punto de vista estadístico, la validez es la proporción de la varianza verdadera que es relevante para los fines de la prueba; es decir, que es atribuible a la variable, características o dimensión que mide la prueba.
- Desde el punto de vista psicométrico, la validez es el resultado de un proceso de recopilación de evidencias empíricas sustentado en supuestos teóricos que, en suma, permiten emitir un juicio valorativo que afirme la pertinencia y la suficiencia de las interpretaciones basadas en los resultados de una prueba. Este juicio no depende únicamente de los ítems de la prueba, sino también de la muestra sobre la que se efectúe el test, y del contexto de aplicación.[4]

Así, para Messick (1984, pp. 741), «la validez unificada integra consideraciones de contenido, criterio y consecuencias en un marco de referencia de constructo para la evaluación empírica de hipótesis racionales acerca del significado de las puntuaciones y de relaciones relevantes desde el punto de vista teórico, incluyendo las de naturaleza científica y aplicada».

## Tipos de Evidencias de Validez

### Validez de contenido
Se dice que una prueba o test cumple con las condiciones de validez de contenido si constituye una muestra adecuada y representativa de los contenidos y alcance del constructo o dimensión a evaluar. En los casos en los que la materia objeto de medición se puede precisar con facilidad, la población de contenidos que se pretende evaluar está bien definida, por lo que la selección de los ítems del test no ofrece mayores dificultades, pudiéndose recurrir a métodos estadísticos de muestreo aleatorio para obtener una muestra representativa de ítems. No obstante, en el campo de la psicología no siempre es posible disponer de poblaciones de contenidos bien definidas (por ejemplo, si se pretenden medir variables psicológicas clásicas, como la extraversión, la inteligencia o el liderazgo). En estos casos suele recurrirse a un análisis racional de ítems, consistente en la evaluación de los contenidos del test por parte de un grupo de expertos en el área a tratar. La validez de contenido es esencial a la hora de realizar inferencias o generalizaciones a partir de los resultados del test. 
Un caso particular de la validez de contenido es la denominada «validez aparente». Una prueba posee una validez aparente adecuada cuando produce en los sujetos a los que se aplica la impresión de que efectivamente es una prueba adecuada. Es un tipo peculiar de validez de contenido, pero que tiene su parte de importancia al poder influir sobre la motivación de los participantes, que pueden mostrar una actitud negativa ante la prueba si no perciben que esta tenga el sentido que se le supone.

### Validez de criterio
También conocida como «validez criterial», «validez relativa al criterio» o «validez de pronóstico», se refiere al grado de eficacia con que se puede predecir o pronosticar una variable de interés (criterio) a partir de las puntuaciones en un test. Es frecuente que en los procesos de selección de personal se utilicen instrumentos que pretendan determinar o predecir el rendimiento futuro de los candidatos al puesto de trabajo basándose en las respuestas obtenidas. Para ello es necesario que se haya obtenido una evidencia empírica de que los resultados obtenidos en la prueba correlacionen efectivamente con el rendimiento futuro en el puesto de trabajo. 
Así pues, la operacionalización del concepto se realiza a partir del denominado coeficiente de validez, que es la correlación entre el test y el criterio. A mayor correlación, mayor capacidad predictiva del test. Existen distintos diseños experimentales que permiten determinar esta correlación. La elección de un diseño u otro dependerá de las necesidades y circunstancias específicas de cada caso:
- Validez concurrente o simultánea: El test y el criterio se miden al mismo tiempo (concurrentemente). Puede utilizarse para validar un nuevo test por comparación con otro ya validado previamente.
- Validez de pronóstico o predictiva: El criterio se mide pasado un periodo de tiempo tras la aplicación del test. Es el tipo más habitual en los procesos de selección de personal, en los que se pretende predecir el rendimiento futuro de los sujetos.
- Validez retrospectiva: El test se aplica un tiempo después del criterio que se pretende evaluar. Útil cuando se pretende dilucidar mediante una prueba algún aspecto del pasado que actualmente no es accesible.[7][3]

La fórmula general del coeficiente de validez es:
{\displaystyle {\sigma _{xy}}={\frac {N\sum XY-\sum X\sum Y}{\sqrt {(N\sum X^{2}-(\sum X)^{2})(N\sum Y^{2}-(\sum Y)^{2})}}}}

donde "x" hace referencia a las puntuaciones obtenidas en el test, e "y" hace referencia a las puntuaciones obtenidas en la variable criterio.

### Validez de constructo
A diferencia de lo que ocurre en otros campos, muchos de los conceptos manejados en el ámbito de la psicología no son directamente observables, por lo que requieren del apoyo de medidas indirectas. Los concepto de peso o volumen son suficientemente tangibles como para no resultar susceptibles de interpretaciones subjetivas al respecto de su significado, pero no ocurre lo mismo en el caso de variables psicológicas como el neuroticismo o la introversión. Estos conceptos precisan del acuerdo o consenso sobre sus significados para poder ser catalogados como útiles y válidos desde un punto de vista científico. La validez de constructo, pues, hace referencia a la recogida de evidencias empíricas que garanticen la existencia de un constructo psicológico en las condiciones exigibles a cualquier otro modelo o teoría científica. Por todo ello, la validez de constructo se presenta como una condición indispensable a la hora de valorar la eficacia de un instrumento de evaluación sobre una variable psicológica determinada.
Para Messick (1980; p.1015) «la validez de constructo es el concepto unificador que integra las consideraciones de validez de contenido y de criterio en un marco común para probar hipótesis acerca de relaciones teóricamente relevantes». Asimismo, Cronbach (1984; p.126) refiere que «la meta final de la validación es la explicación y comprensión, y por tanto, esto nos lleva a considerar que toda validación es validación de constructo».
Los procedimientos metodológicos más utilizados para la obtención de datos referentes a la validez de constructos psicológicos han sido el análisis factorial y la matriz multirrasgo-multimétodo. Ambos sistemas son indicadores respectivos de las denominadas "validez factorial" y "validez convergente-discriminante"

#### Validez factorial
El análisis factorial es una técnica del análisis multivariado que permite realizar una estimación de los factores que dan cuenta de una serie de variables. Se trata de una técnica de reducción de datos que permite encontrar grupos homogéneos de variables a partir de un grupo de variables mucho más numeroso. Los criterios de formación de grupos se basan en la necesidad de que las variables a agrupar correlacionen entre sí, y cumplan el requisito de ser independientes. Es decir, formarán un grupo aquellas variables que, siendo independientes entre sí, muestren un índice de correlación elevado. Así, podremos hablar de validez factorial de un constructo en aquellos casos en los que todas las medidas que se hayan diseñado para evaluarlo arrojen resultados similares al ser sometidas a un análisis factorial. Este análisis puede ser exploratorio, si se realiza con la intención de descubrir la posible estructura subyacente factorial de un conjunto de datos cualesquiera; o confirmatorio, si se realiza con base en unas expectativas y teorías previas al respecto de esa estructura.

#### Validez convergente-discriminante
Este tipo de validez se determina a partir de los resultados arrojados por la matriz multirrasgo-multimétodo (diseño MRMM, sistematizado por Campbell y Fiske en 1959). El sistema consiste en realizar mediciones de varios rasgos con distintos métodos de medición. De este modo podemos encontrarnos con varios resultados.
- Validez convergente: existe validez convergente cuando las mediciones del mismo rasgo realizadas con distintos métodos correlacionan entre sí. El hecho de que un mismo rasgo sea detectado por igual con varias metodologías diferentes, es un indicador fiable de la existencia real de ese rasgo. Se dice que en este caso, las medidas convergen.
- Validez discriminante: se refiere al grado de diferenciación entre distintos constructos a partir de un único sistema de medición. Es decir, las medidas de distintos rasgos por el mismo método muestran una baja correlación en comparación con la que muestran las medidas del mismo rasgo con diferentes métodos, señal de que los rasgos son independientes entre sí, e independientes al sistema de medición empleado.[11]